# Scaphytopius calliandrus
Scaphytopius calliandrus är en insektsart som beskrevs av Ball 1931. Scaphytopius calliandrus ingår i släktet Scaphytopius och familjen dvärgstritar. Inga underarter finns listade i Catalogue of Life.